# Yondo Black
Pour les articles homonymes, voir Black.
Maître Yondo Mandengue Black est un avocat camerounais, ancien bâtonnier et réputé pour son activisme politique durant les années 1990 et les villes mortes au Cameroun.

## Biographie

### Enfance et débuts
Sa vocation naît lors de visites au palais de justice à Douala. En classe de 2nde, il se rend à une plaidoirie. L'avocate de la défense est émue aux larmes et Yondo décide de devenir avocat.
Un de ses arrière grand oncles a été pendu avec Adolf Ngosso Din pour la cause du Kamerun. Il est de la famille du premier député à Douala, Ngando Black, député dont le mandat a été dissous par la loi de Charles de Gaulle. Copié dans sa manière de battre campagne par son cousin, ce dernier a aidé Paul Soppo Priso à se faire élire au point que Ngando Black a décidé de ne plus faire de politique. Ngando Black Alfred, son fils, sera député sous Ahidjo.
Yondo Black est fils d'un fonctionnaire qui a des sympathies pour l'UPC. Il perd son père le 4 janvier 1960.
Il fréquente le collège Vogt à Yaoundé et déjà y mène une grève pour un meilleur petit déjeuner : du pain au lait alterné avec du macabo qui avait la préférence des élèves ewondos.
Il obtient une bourse pour faire des études de droit et être avocat. Il arrive en France en 1961.

Jeune étudiant dans les années 1960, il est militant actif dans les associations estudiantines en France dont l'UNEK, avec Woungly Massaga, expulsé de France à la suite des troubles liés à la mort de Patrice Lumumba et Yondo milite aussi à la FEANF. 
| Vidéos externes |                                                                                          |
|                 | Cameroun: "Non à la succession de gré à gré au sommet de l'état": Me Yondo Black (JMTV+) |
|                 | La vérité en face (Guest: Me Yondo Black) du dimanche 18 octobre 2020 - Equinoxe TV      |

### Carrière
Il est secrétaire d'avocat en France. Il décide de partir au Cameroun. Le responsable de son cabinet est déçu par le choix d'un avocat talentueux de son cabinet.
À son arrivée au Cameroun dans les années 1970, à l'aéroport de Douala, de 8 heures du matin à 16 heures de l'après-midi, il passe un long interrogatoire sur son activisme politique en France.
Après une intégration difficile comme avocat et la prison, il exerce les fonctions d'avocat. Il est admis sur une demande expresse de la présidence de la république en même temps que Maître Tokoto dont l'oncle était un des premiers maires de Douala.
Il exerce la fonction de bâtonnier des avocats du Cameroun de 1982 à 1986. À ce titre, il représente son Barreau pour la fondation de la Conférence internationale des barreaux, le 29 novembre 1985.
Yondo Black termine souvent son propos par l'expression : "J'ai dit.",
Il est désigné, entre autres, par Jean Fochivé, comme avocat commis d'office lors du procès de l'état camerounais contre Ahidjo. Il l'est en tant que bâtonnier et plus ancien avocat francophone en formation. Procès qu'il qualifie de simulacre ; la condamnation par contumace ne pouvant avoir lieu et la suspension de l'audience de 3 heures n'étant pas nécessaire.
Le 6 juillet 2024, il devient le premier avocat honoraire au Cameroun.

### Actions en politique
Il est un militant actif de l’alternance politique au Cameroun pendant les années 1990 et durant les villes mortes. Il est compagnon de lutte des Ekane Anicet, Djeukam Tchameni. Il a fait la prison pour la liberté de la presse. Il prononce un discours le 11 octobre 2018 lors d'une conférence de presse chez Albert Dzongang et à la suite de l'élection présidentielle de 2018 au Cameroun. Il écrit à Paul Biya, lui demandant de quitter le pouvoir.
Le 5 juin 2020, il se prononce contre une succession de gré à gré à la tête de l'état du Cameroun.
Le 19 octobre 2020, il est l'invité de l'émission La vérité en face lors d'une longue interview télévisée.

## Œuvres
- Une justice qui vous broie. . . Affaire Me Lydienne Yen Eyoum: Une justice sous influence (Grandes figures d'Afrique) (French Edition) Dec 1, 2017.
- Au fil de ma plume, Mes écrits et mes interventions politiques[8]
- Et maintenant... Maurice Kamto (Grandes figures d'Afrique) (French Edition) Sep 25, 2020[9]